# Laputa

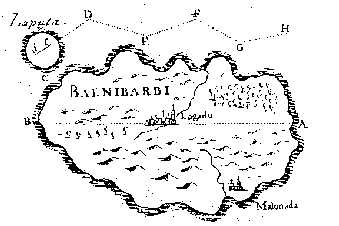
Mapa Laputy a Balnibarbi z původního vydání knihy

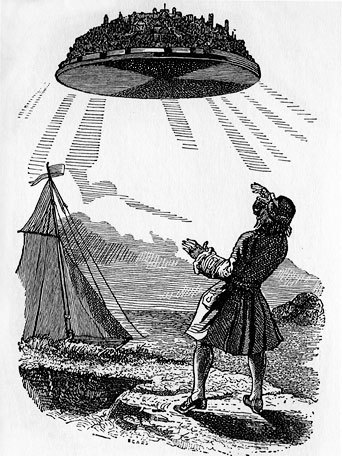
Gulliverova cesta do Laputy, ilustrace od Grandvilleho.

Laputa je fiktivní létající ostrov z knihy Jonathana Swifta Gulliverovy cesty, která poprvé vyšla v roce 1726. Má 4,5 míle v průměru a má dno z diamantů, na něm jsou vrstvy nerostů a nahoře je hlína. Ostrov se může vznášet díky obřímu magnetovci zasazenému uprostřed a může se pohybovat i nahoru, dolů a do stran díky zařízením ovládajícím magnetovec.

## Gulliver na Laputě
Gulliver byl přepaden piráty a zachránil se na malém ostrůvku, odkud uviděl na nebi létající ostrov Laputa, obývaný uzavřenou aristokracií a vznášející se nad dolním ostrovem Balnibarbi (Laputa tak připravuje obyvatele Balnibarbi o slunce a o déšť a hrozí jim, že se zřítí, čímž je udržuje v poddanství, v čemž je možno spatřovat alegorickou kritiku tehdejší politiky Anglie k podrobenému Irsku). Samotní Lapuťané jsou velmi vzdělaní, znají matematiku, hudbu, mají moderní filozofii a hvězdářství, jsou však natolik zamyšlení a roztržití, že potřebují tzv. pleskače, kteří je jemně pleskají přes pusu, uši a oči, když mají mluvit, poslouchat či se dívat (popisem způsobu života a myšlení Lapuťanů chtěl Swift zřejmě poukázat na ztřeštěnost a podivínství dobových učenců).

## Laputa v kultuře
Laputou je inspirováno mnoho uměleckých děl, například:
- Laputa: Zámek v oblacích, japonský animovaný film z roku 1986
- létající ostrov ve filmu Pavla Juráčka Případ pro začínajícího kata z roku 1969
- raketový komplex z filmu Stanleye Kubricka Dr. Divnoláska aneb Jak jsem se naučil nedělat si starosti a mít rád bombu z roku 1964
- Laputa se též vyskytuje v počítačové hře UFO: Aftershock, kde představuje mateřskou základnu velikosti malého města, která obíhá po orbitě kolem planety Země.